# Билокси
Билокси (на английски: Biloxi) е северноамериканско индианско племе, което през 1699 г.живее в долната част на река Паскагула в Мисисипи. Почти нищо не се знае за това племе преди контакта с европейците. Известно е само, че водят начин на живот, характерен за племената в долината на река Мисисипи. Изработват дрехите си от кожи. Носят наметала от птичи пера и накити на ушите и носа. Племето е организирано в матрилинейни кланове, от които имената само на три са известни – итааняди, онтианяди и накотоданяди. По време на колониалния период племето е местено няколко пъти като на всяко място остават малки групички, които накрая се присъединяват към някое по-голямо племе. Потомци на билокси има сред племената кадо, крики и чокто, но те не образуват отделна общност. Единствените наследници на племето са част от федерално признатото обединено племе Туника – Билокси племето на Луизиана, което живее в Марксвил, Луизиана. Днес общото членство на племето възлиза на 648 души (2000).

## История
Историята на билокси е малко неясна. Джон Суонтън предполага, че първоначално племето живее далеч на североизток и се появява в ранните записи на холандската колония в долината на река Хъдсън под името „капитанс“, живеещи западно от река Саскуехана. На карта от 1733 г. се появява селище билокси на десния бряг на река Алабама, малко над днешния Клифтън в окръг Уилкокс, Алабама.
През 1699 г. Пиер Ле Мойн д’Ибервил среща племето или част от тях западно от река Паскагула в южно Мисисипи. По това време, въпреки че нямат пряк контакт преди това с европейците, племето е сериозно пострадало от болести. Д′Ибервил преброява около 420 души от племето, живеещи близо до племената паскагула и моктоби. През 1702 г. французите ги убеждават да се преместят на западния бряг на залива Мобил. През 1730те племето се мести отново, този път до Ню Орлиънс, а през 1761 г. се съобщава, че живеят на североизток от Кау Айлънд. След 1763 г. се местят на запад от Мисисипи в испанска Луизиана. Заедно с остатъци от други малки племена се установяват близо до устието на Ред Ривър. През 1784 г. се съобщава, че живеят близо до паскагула на западния бряг на Мисисипи. През 1805 г. някои живеещи при французите близо до Пенсакола се местят в Авойел Париш. По-късно част от тях отиват в Байо Рапидс и Ригула де Бон Дю. През 1828 г. се съобщава за 20 семейства билокси на река Нече в източен Тексас. Други малки групи се присъединяват към кедо и паскагула живеещи на Ред Ривър, близо до границата на Тексас. През 1846 г. се съобщава, че малка група билокси живее в близост до река Бразос в Тексас. През оставащите години на 19 век се чува и за други малки групи, живеещи сред чокто и кадо. В началото на 20 век единствената група билокси, която остава като отделна единица живее в Авойел Париш. Групата се мести в Марксвил, близо до племето туника, с които впоследствие се слива. През 1981 г. обединеното племе получава официално признаване от федералното правителство като суверенна нация под името Туника – Билокси племето на Луизиана.

## Име и език
Всички имена, с които са записани в историята като Ананис, Анаксис, Аночи, Полуксалги, Патоксис, ПалуксисБолуксас, Бонукш, Балукса и Билокси са производни на тяхното самоназвание „Танекс-ийя-първите хора“.
Езикът на билокси е доказано, че е сиукски, близък с езика на офо, класифициран към клона Мисисипи на Сиукското езиково семейство.